# تبار خرطومی‌تن
تبار خرطومی‌تن (نام علمی: Rhynchodemini) نام یک تبار از زیرخانواده خرطومی‌تنان است.